# Leptictidium
Leptictidium este un gen dispărut de mamiferele. Leptictidium au suferit o extincție cu aproximativ 40 de milioane de ani. Trăiau în Europa. Fosilele acestuia  au fost descoperite în Franța și în Germania.